# 金田伊功
金田伊功（金田 伊功，1952年2月5日—2009年7月21日）是日本的男性動畫師。奈良縣出身。最終學歷為東京設計師學院（中輟）。日本動畫家・演出協會（JAniCA）會員。他的名字「伊功」經常遭誤讀為，另外使用的名義尚有當初因字幕誤植姓名而出現的「金田伊助」，以及在史克威爾艾尼克斯任職時期接下其他公司工作時，所使用的「戸隠三郎」等。

## 經歷
以身為航空自衛隊飛官的父親為榜樣，並曾有志於此道，但卻因為視力不佳而斷念。這時在看到了動畫電影《飛天幽靈船》（空飛ぶゆうれい船）中宮崎駿的作畫場景而大受衝擊，決定朝動畫製作之路邁進。高二時的筆記本中，就畫下了許多當時所喜愛的作品的女主角鮎原こずえ的插圖。在經過動畫函授教育後，進入東京設計師學院的動畫科，並成為東映動畫的職員。1970年在同公司製作的電視動畫擔任動畫師而出道。離開東映動畫後，陸續加入荒木伸吾的自由集團（第1期）、野田卓雄的，1976年於（第2期）、1980年並參與組成了。自1974年在野田擔任作畫監督的《蓋特機器人》擔任原畫師開始，包括1970年代中期開始的《大空魔龍》等東映動畫製作的機械人動畫作品，和《波羅五號》片頭動畫為首的日本SUNRISE作品《无敌超人桑波特3》、《無敵鋼人泰坦3》這些機械人動畫，與《無敵金剛009》的片頭動畫而備受注目。
1980年代前半則以擔任《銀河旋風》等「J9系列」與、《太空戰神》等作品的片頭作畫，造成如山下將仁等受到其影響的後輩人才出現。而自1979年的電影版《銀河鐵道999》以來，他涉及動畫電影的相關工作增多了，像是在《永遠的大和號》、《奔向地球》、《宇宙戰艦大和號完結篇》、《幻魔大戰》等片，都參與了機械與特效方面的作畫工作。。在這些作品中還特地為金田設下了「特效作畫」與「機械作画監督」等職銜，構築出他明星級原畫師的地位，當時的動畫雜誌只要一有機會，就會刊載關於金田的情報。熱心的動畫迷當中，甚至還有以金田為主角拍攝自製動畫的集團。1980年代中期起，成為吉卜力工作室的宮崎作品固定作畫班底之一，主要仍從事動畫電影的相關工作。
1998年起，因參與CG動畫電影《Final Fantasy：夢境實錄》的製作而進入史克威爾公司，並以史克威爾艾尼克斯舊第7開發事業部所屬社員身分，擔任遊戲的過場動畫製作。這段時期他離開日本，滯留夏威夷，並未在日本工作。
在結束《Final Fantasy：夢境實錄》的工作後，金田回到日本，進入史克威爾艾尼克斯的開發推進部，負責了2002年發售的『Final Fantasy XI』、2003年的『半熟英雄対3D』、2005年的『半熟英雄4』、『武藏傳II』等同公司遊戲的開場動畫與人物3D動態製作。其中『半熟英雄対3D』的開場動畫搭配由佐佐木功演唱的主題歌，加上金田往年的「金田光」、「金田透視法」等著名作畫風格而蔚為話題。
2009年7月21日，因心肌梗塞於57歳之年去世。同年8月30日由有志人士舉辦了「金田伊功追思會」，包括日本動畫業界相關人士約800名、一般影迷約300名參加。由野田卓雄、庵野秀明、林太郎等人致悼詞，龜垣一、平山智、本橋秀之、友永和秀等人則暢談關於故人的回憶。同年12月，獲頒第13屆文化廳體媒體藝術祭特別功勞賞。

## 特殊風格
金田於機械人動畫中在節奏的緩急之間，把機械人以如同雜技般舞動的畫面表現手法，再加上通稱「金田透視法」的大膽誇張遠近法與定格姿勢，而產生了金田獨特的作畫風格，他的這種影像處理手法，也對日本動畫造成了某種改變。並融入了後來被稱作「金田光」的將實攝鏡頭以逆光手法，所呈現出的疊影效果。

## 主要作品

### 1970年代
- 1970年
  - 《魔法人魚真子》（動画）
- 1971年
  - 《猿飛小悅子》（動画）
  - 《鬼太郎》（動画）
- 1972年
  - 《魔法使恰比》（動画）
  - 《月光假面》（動画）
  - 《赤胴鈴之助》（動画、原画）
  - 《根性青蛙》（動画、原画）
- 1973年
  - 《咚隆隆炎魔君》（原画）
  - 《甜心戰士》（原画）
- 1974年
  - 《蓋特機器人》（原画）※「金田伊助」為誤植
  - 《宇宙戰艦大和號》（原画）※參與以「タイガープロ」名義製作集數，字幕未列名
- 1975年
  - 《蓋特機械人G》（原画）
  - 《一休和尚》（原画）
- 1976年
  - 《大空魔龍》（原画、作画監督）
  - 《小甜甜》（原画）
  - 《百寶星君（日语：ろぼっ子ビートン）》（原画）
- 1977年
  - 《霹靂日光號》（OP原画・原画）
  - 《冰河戰士》（原画）
  - 《波羅五號》（OP原画）
  - 《无敌超人赞波3》（原画）
  - 《激走！魯濱皇帝》（OP原画）
  - 《小偵探》（OP原画）
- 1978年
  - 《無敵鋼人泰坦3》（片頭原画・原画）
  - 《再見宇宙戰艦大和號 愛的戰士》（原画）
  - 《宇宙戰艦大和號2》（原画）
- 1979年
  - 《再造人009》（OP原画）
  - 《小鯨魚》（原画、分鏡）
  - 《宇宙戰艦大和號 全新旅程》（原画）
  - 《航艦藍天號》（原画）
  - 《電影版 銀河鐵道999》（原画）
  - 《機動戰士鋼彈》（原画）[24]
  - 《圓桌武士》（原画）

### 1980年代
- 1980年
  - 《奔向地球》電影版（原画）
  - 《大白鯨》（機械修正）
  - （第6集分鏡、作画監督、原画）
  - （原画）
  - 《永遠的大和號》（原画）
  - 《鐵超人》（原画）
  - 《宇宙戰艦大和號III》（原画）
  - 《宇宙戰士》（原画）
  - 《雷鳥神機隊（試拍版）》（構圖（TV未播映））
- 1981年
  - （原画協助）
  - 《虎面人2世》（原画協助）
  - （原画）
  - 電影版（原画）
  - （片頭・片尾原画）
  - （第1集原画）
  - 《六神合體》（第3集原画3卡）
- 1982年
  - 《千年女王》（原画）
  - （片頭・片尾分鏡、原画）
  - 《我们的青春阿尔卡迪亚》（原画）
  - 《FUTURE WAR 198X年》（機械設定）
- 1983年
  - 《太空戰神》（片頭作畫）
  - 《模型神童3四郎》（分鏡・原画）
  - 《幻魔大戰》（原画）
  - 《宇宙戰艦大和號 完結篇》（作画監督）
- 1984年
  - 《BIRTH》（導演、人物設定）
  - 《風之谷》（原画）
- 1985年
  - LD遊戲版《宇宙戰艦大和號》（作画監督、原画）
  - 《光子帆船星光號 奧丁》（作画監督）
  - 押井守版《魯邦三世》（画面構成（製作中止））
  - 《雷射戰士》（完結篇原画）
- 1986年
  - 《天空之城》（原画頭）
  - 《火鳥 鳳凰篇》（原画）
- 1988年
  - 《鎧甲聖鬥士》（原画）
  - 《龍貓》（原画）
- 1989年
  - 《魔女宅急便》（原画）
  - （原画）

### 1990年代
- 1990年
  - （分鏡）
  - 《惡魔人 妖鳥死麗濡篇》（原画）
- 1991年
  - （第3集分鏡、原画）
  - （原画）
  - （原画）
  - 《百戰小奇兵》（原画）
- 1992年
  - 《紅豬》（原画）
  - 《DOWN LOAD 》（人物設定、原画）
- 1993年
  - 《X2》（原画）
- 1994年
  - （人物設定、片頭作畫，金田伊助名義）
  - 《太空戰士 星之章》（原画）
  - 《真・孔雀王》（原画）
- 1995年
  - 《夢幻遊戲》（片頭作畫、原画）
- 1996年
  - 《機動戰艦》（《激鋼牙3》作画）
  - X（原画）
- 1997年
  - 電影版《龍龍與忠狗》（原画）
  - 《魔法公主》（原画）
  - 《CLAMP学園偵探團》（片頭原画）
  - OVA版《魔域幽靈》（原画）
  - （原画）
- 1998年
  - 《亞歷山大戰記》（原画）
  - 《青色6號》（原画）
  - （分鏡、演出、作画監督）

### 2000年代
- 2001年
  - 《Final Fantasy：夢境實錄》（動畫顧問、原画、構圖）
  - 《天使的尾巴》（原画）
  - 《大都會》（原画）
- 2002年
  - 《Final Fantasy XI》（動態擷取・動畫監督）
- 2003年
  - 《半熟英雄対3D》（OP導演）
  - 動畫版《波波羅克洛伊斯》（分鏡、原画、戸隠伊助名義）
- 2004年
  - 《DESIRE》（OP原画）
- 2005年
  - （分鏡）
  - 《半熟英雄4  7人の半熟英雄》（OP導演）
- 2006年
  - 《 LEGEND OF DAIKU-MARYU》（後期片頭原画，戸隠三郎名義）※動畫作品的遺作
- 2007年
  - 《Final Fantasy IV》（分鏡）※NDS版
- 2009年
  - 《Final Fantasy XIII》（分鏡圖指導）
  - 《鋼の錬金術師 FULLMETAL ALCHEMIST -黄昏の少女-》（過場事件動畫分鏡、繪圖、原画）※電玩遊戲作品遺作

## 著作
- （德間書店、1982年7月31日） ISBN 4-19-402547-4
- 漫画（月刊創廃刊号，與吉村牧子共作，1982年8月15日）
- 漫画版第1巻  (原案／武上純希・  德間書店，1983年12月20日)